# Gymnobela fulvotincta
Gymnobela fulvotincta é uma espécie de gastrópode do gênero Gymnobela, pertencente a família Raphitomidae.